# Challenger de Kioto 2016
El torneo Shimadzu All Japan Indoor Tennis Championships 2016 es un torneo profesional de tenis. Pertenece al ATP Challenger Series 2016. Se disputó su 20.ª edición sobre superficie dura, en Kyoto, Japón, entre el 22 y el 28 de febrero de 2016.

## Jugadores participantes del cuadro de individuales
| Favorito | País                                  | Jugador       | Rank1 | Posición en el torneo |
| -------- | ------------------------------------- | ------------- | ----- | --------------------- |
| 1        | Bandera de Japón                      | Yūichi Sugita | 117   | CAMPEÓN               |
| 2        | Bandera de Japón                      | Tatsuma Ito   | 120   | Primera ronda         |
| 3        | Bandera de Japón                      | Go Soeda      | 131   | Cuartos de final      |
| 4        | Bandera de Australia                  | Luke Saville  | 184   | Primera ronda         |
| 5        | Bandera de Japón                      | Hiroki Moriya | 190   | Segunda ronda         |
| 6        | Bandera de la República Popular China | Bai Yan       | 211   | Segunda ronda         |
| 7        | Bandera de China Taipéi               | Chen Ti       | 220   | Segunda ronda         |
| 8        | Bandera de Corea del Sur              | Lee Duck-hee  | 230   | Primera ronda         |

- 1 Se ha tomado en cuenta el ranking del 15 de febrero de 2016.

### Otros participantes
Los siguientes jugadores recibieron una invitación (wild card), por lo tanto ingresan directamente al cuadro principal (WC):
- Sora Fukuda
- Shintaro Imai
- Ken Onishi
- Yasutaka Uchiyama

Los siguientes jugadores ingresan al cuadro principal tras disputar el cuadro clasificatorio (Q):
- Andriej Kapaś
- Yuya Kibi
- Luke Saville
- Shuichi Sekiguchi

## Campeones

### Individual Masculino
- Yūichi Sugita derrotó en la final a  Zhang Ze, 5–7, 6–3, 6–4

### Dobles Masculino
- Gong Maoxin /  Yi Chu-huan derrotaron en la final a  Go Soeda /  Yasutaka Uchiyama, 6–3, 7–6(7)